# Lydia Rose Bewley
Lydia Rose Bewley (Leicestershire, 9 oktober 1985) is een Britse actrice die onder meer bekend is uit de films The Inbetweeners Movie en The Inbetweeners 2 en uit de serie I Live with Models.
Bewley werd geboren en groeide op in Leicestershire. Ze heeft drie broers, waarvan er een, Charlie Bewley, ook acteert. Ze heeft gestudeerd aan de Oxford School of Drama.